# Monmouth
Monmouth (Walisisk: Trefynwy = "byen ved Monnow") er en by i det sydøstlige Wales. Byen ligger, hvor floden Monnow møder floden Wye, omtrent tre kilometer fra grænsen til England. Byen ligger 58 km nordøst for Cardiff og 204 km vest for London. Byen ligger i Monmouthshire. Ifølge folketællingen i 2001 har byen 8.877 indbyggere. 
I romertiden lå her en befæstning ved navn Blestium. Efter 1067 voksede byen op omkring normannerborgen Monmouth Castle. Borgens middelalderlige befæstede bro, Monnow Bridge er den eneste tilbageværende af sin slags i Storbritannien. Borgen tilfaldt senere slægten Lancaster, og den senere Henrik 5. af England blev født her i 1387. I 1536 blev byen administrationssæde for Monmouthshire.
Senere endnu blev Monmouth et turistcentrum i Wye-dalen så vel som en markedsby.

## Eksterne links
- Wikimedia Commons har flere filer relateret til Monmouth
- The Monmouth Website
- Monmouth Town Council